# Ángel Muñoz (taekwondo)
Ángel Muñoz es un deportista argentino que compitió en taekwondo. Ganó dos medallas de bronce en el Campeonato Panamericano de Taekwondo en los años 1990 y 1992.

## Palmarés internacional
| Campeonato Panamericano | Campeonato Panamericano           | Campeonato Panamericano | Campeonato Panamericano |
| Año                     | Lugar                             | Medalla                 | Categoría               |
| ----------------------- | --------------------------------- | ----------------------- | ----------------------- |
| 1990                    | Bayamón (Puerto Rico)             | Medalla de bronce       | –76 kg                  |
| 1992                    | Colorado Springs (Estados Unidos) | Medalla de bronce       | –83 kg                  |